# Facultad de Farmacia de la Universidad Federal de Río Grande del Sur
La Facultad de Farmácia (FacFar) de la Universidad Federal de Río Grande del Sur (UFRGS) fue fundada el 29 de septiembre de 1895 como la Escuela Libre de Farmacia y Química Industrial siendo la más antigua de las unidades de enseñanza universitaria que componen la UFRGS. En una reunión celebrada el 25 de julio de 1898 con la presencia de Alfredo Leal (uno de sus fundadores y su primer director), el cuerpo docente del Curso de Partos y la Congregación de la Escuela de Farmacia acordaron su unión y fundaron la Facultad Libre de Medicina y Farmacia, retirándose del nombre la palabra "Farmacia" en 1911.
La FacFar ofrece actualmente 120 vacantes anuales a la carrera de pregrado en Farmacia), con la formación de farmacéutico con un carácter generalista. Posee una amplia infraestructura para las más variadas actividades en los campos de la enseñanza, investigación, extensión y servicios externos. Además, posee programas de posgrado en ciencias farmacéuticas (maestría y doctorado), Nanotecnología farmacéutica (Doctorado), Asistencia farmacéucita (maestría) y especialización en análisis clínico.